# Polikarp
Polikarp – imię męskie pochodzenia greckiego. Wywodzi się od słowa polykarpos oznaczającego „płodny”.
Polikarp imieniny obchodzi 26 stycznia, 8 lutego, 23 lutego i 7 grudnia.
Znane osoby noszące imię Polikarp:
- Święty Polikarp ze Smyrny (ok. 69–156) – biskup Smyrny, święty, zaliczony do Ojców Apostolskich
- Polikarp I – biskup Bizancjum w latach 69-89
- Polykarp Kusch (1911–1993), amerykański fizyk, laureat Nagrody Nobla.
- Polycarp Pengo (ur. 1944) – tanzański duchowny katolicki, kardynał
- Polycarp Nyamuchoncho – ugandyjski polityk, w 1980 członek Komisji Prezydenckiej zarządzającej krajem
- Polikarp Bugielski (1830–1864) – powstaniec styczniowy, inspektor policji w Suwałkach